# Kalenovac
Kalenovac (en serbe cyrillique : Каленовац) est un village de Serbie situé sur le territoire de la ville de Jagodina, district de Pomoravlje. Au recensement de 2011, il comptait 21 habitants.

## Démographie
| 1948 | 1953 | 1961 | 1971 | 1981 | 1991 | 2002 | 2011 |
| ---- | ---- | ---- | ---- | ---- | ---- | ---- | ---- |
| 347  | 316  | 278  | 153  | 82   | 55   | 27   | 21   |

|  |